# Martín Vellisca González
Martín Vellisca González (Madrid, 22 d'agost de 1971) és un futbolista madrileny, que juga de migcampista.

## Trajectòria
Forjat entre el Valdepeñas CF i el Getafe CF, va començar a destacar a les files de la UD Salamanca, amb la qual va jugar a Segona Divisió i va debutar a la màxima categoria a la campanya 95/96, en la qual va disputar 39 partits i va marcar un gol. En els diferents anys que va estar a l'equip castellanolleonès va ser titular indiscutible del seu equip, una situació que es repetiria amb el fitxatge pel Reial Saragossa a l'estiu de 1999.
Amb l'equip aragonès va quallar tres bones temporades, en les quals va guanyar la Copa del Rei del 2001. Però, el Zaragoza va baixar de categoria el 2002. En Segona, Vellisca ja no va comptar tant i la temporada 03/04, de nou a primera divisió, tot just va aparèixer en cinc partits. En eixa temporada, els aragonesos guanyaven una altra Copa del Rei.
La temporada 04/05 s'incorpora a la UD Almería, de Segona, on és titular la primera temporada, estatus que perd la temporada 05/06. A la temporada següent s'incorpora al Logroñés CF.